# Vanhoeffenura moskalevi
Vanhoeffenura moskalevi är en kräftdjursart som först beskrevs av Malyutina 2003.  Vanhoeffenura moskalevi ingår i släktet Vanhoeffenura och familjen Munnopsidae. Inga underarter finns listade i Catalogue of Life.